# Harry Potter i Odaja tajni (igra)
Videoigra Harry Potter i Odaja tajni izašla je 2002. Izdavač je bio Electonic Arts, a za PlayStation 2, Xbox i GameCube razvio ju je Eurocom. Istodobno je izašla za PC, Game Boy Advance i Game Boy Color.

## Likovi
Napomena: Ne pojavljuju se svi likovi u svim inačicama igre.

### Igrivi likovi
- Harry Potter: Hrabri dvanaestogodišnji čarobnjak. Glavni lik i jedini igrivi lik, iako u jednom trenutku igre postajete Goyle.

### Ostali
- Ron Weasley: Harryjev najbolji prijatelj koji obično vodi Harryja do učionica ili do metlobojskog stadiona. Pretvara se u Crabbea u isto vrijeme kad se Harry pretvara u Goylea.

- Hermione Granger: Pametna djevojčica koja se u igri najčešće pojavljuje u međuscenama. Pri kraju je igre skamenjena.

- Ginny Weasley: Ronova mlađa sestra koju Harry mora spasiti na kraju igre. U inačicama za PS2, Xbox i GameCube Harry mora pronaći i neke predmete koje je ona izgubila u Zakutnoj ulici.

- Fred i George Weasley: Ronova i Ginnyjina starija braća. U PC inačici igre nemaju važnu ulogu, ali u PS2, Xbox i GameCube inačicama pune Harryjevu čaroliju Flipendo, uče ga kako bacati gnomove i otvaraju dućan u Gryffindorskom tornju u kojem Harry može kupovati razne korisne predmete. Dućan je otvoren samo noću.

- Neville Longbottom: Jedan od Harryjevih "cimera"; nespretan i zaboravljiv dječak. U PS2, Xbox i GameCube inačicama ostane zarobljen iza tapiserije, a Harry ga mora spasiti.

- Draco Malfoy: Harryjev najveći neprijatelj. Obično noću hoda naokolo.

- Plačljiva Myrtle: Duh koji živi u ženskom zahodu na drugom katu.

- Albus Dumbledore: Ravnatelj Hogwartsa. Iako ga ne možemo vidjeti u velikom dijelu igre, ima važnu ulogu u jednoj međusceni kad govori Harryju da ne misli da je on Slytherinov baštinik. Pojavljuje se na kraju svakog "dana" da bi objavio dom s najviše osvojenih bodova.

- Profesor Snape: Profesor Čarobnih napitaka. Poznat po svojoj strogosti. Obično ga možemo pronaći u tamnici, u blizini njegove učionice.

- Profesorica McGonagall: Profesorica Preobrazbe. Njezina se učionica nalazi na prvom katu, na desnoj strani.

- Profesorica Sprout: Profesorica Travarstva. Predavanja održava u staklenicima.

- Profesor Flitwick: Profesor Čarolija. Njegova se učionica nalazi na drugom katu, na desnoj strani.

- Profesor Lockhart: Profesor Obrane od mračnih sila. Njegova se učionica nalazi na trećem katu.

- Hagrid: Polučovjek, poludiv kojeg se najčešće može pronaći u kolibi na rubu šume.

- Madam Hooch (PS2, Xbox, GBA): Instruktorica letenja. Poučava letenje na vanjskom travnatom terenu i uvijek se može tamo naći ako Harry želi pokušati popraviti svoj rezultat na treningu letenja.

- Oliver Wood: Gryffindorski metlobojski kapetan. Poziva Harryja na prvi trening sezone i nakon toga uvijek se može naći na metlobojskom stadionu ako Harry želi poboljšati svoje vrijeme treniranja za hvatanje zvrčke.

- Percy Weasley (PS2, Xbox, GBA): Gryffindorski prefekt, stariji brat Freda, George, Rona i Ginny. Percyja možemo noću pronaći u Gryffindorsoj kuli; ne želi da mu se smeta, i izbacit će Harryja ako ga čuje ili vidi u društvenoj prostoriji. Nažalost, jedini je način da se dođe do Fredovog i Georgeovog dućana (vidi gore) kroz društvenu prostoriju.

- Peeves: Duh koji uživa u stvaranju kaosa u Hogwartsu. Ako Harry naiđe na njega, Peeves će stvarati nered dok ga se Harry ne riješi.

## Čarolije
Napomena: Ne pojavljuju se sve čarolije u svim inačicama igre.
- Flipendo: Pomiče predmete i storenja. Harry je tu čaroliju naučio u Harryju Potteru i Kamenu mudraca. Igra uvijek započinje tom čarolijom.

- Alohomora: Otvara čarobne lokote, uklučujući i one na vratima i škrinjama. I ovu je čaroliju Harry naučio u prethodnoj igri. U PS2, Xbox i GameCube inačicama može kupiti ovu čaroliju u Fredovom i Georgeovom dućanu.

- Lumos: Osvjetljava skrivena područja. I ovu je čaroliju Harry naučio u prethodnoj igri. U PC inačici igre Harry zna čaroliju na početku, a u PS2, Xbox i GameCube inačicama je nalazi u ulici Nokturno.

- Skurge: Uklanja ektoplazmu ("ljepljivu, zelenu tekućinu, koja ostaje na područjima gdje se sastaju duhovi") s vrata i podova. Harry ju je naučio na Čarolijama (PC inačica), odnosno tijekom kasnonoćne avanture (PS2/Xbox/GCN inačice).

- Expelliarmus: Koristi se u čarobnjačkim dvobojima. Odbija sve čarolije koje baca vaš protivnik. U PC inačici ne može se koristiti izvan dvoboja, a u PS2 i Xbox inačicama uči se na satu Obrane od mračnih sila i može se koristiti i kako bi se odbila čarolija Locomotor mortis (vidi niže) ako Harryja uoči neki prefekt.

- Difindo: Čarolija kojom se reže užad, lijane, mreže i biljlika bića. Harry je naučio čaroliju na Travarstvu (PC inačica) odnosno tijekom kasnonoćne avanture (PS2/Xbox/GCN inačice).

- Mimble Wimble (PC): Koristi se u čarobnjačkim dvobojima i uzrokuje zbunjenost protivnika koji ne može izvesti sljedeću čaroliju. Ne može se koristiti izvan dvoboja.

- Rictusempra (PC): Omamljuje magična stvorenja, a u dvobojima je to čarolija "uzvratnog, dvobojskog udarca". Harry je naučio ovu čaroliju na satu Obrane od mračnih sila.

- Spongify (PC): Aktivira "Spongify" tepihe koji su posebno označeni simbolom čarolije. Harry je naučio čaroliju na drugom predavanju Obrane od mračnih sila.

- Avifors (PS2/Xbox/GCN): Pretvara kipove u ptice. Uči se na Preobrazbi.

- Incendio (PS2/Xbox/GCN): Iz Harryjeva štapića izbija vatra. Koristi se za paljenje baklji, čišćenje paučine i protiv paukova i vatrenih rakova. Uči se na Čarolijama.

- Locomotor Mortis (PS2/Xbox/GCN): Prefekti bacaju tu čaroliju na Harryja ako ga vide kako noću luta dvorcem. Čarolija mu paralizira noge i drži ga na mjestu dok ga prefekti ne uhvate. Harry ne može naučiti ovu čaroliju.

## Stvorenja
- Bowtrucklei: Štapićasta drvena stvorenja koja čuvaju svoja stabla svim sredstvima.
- Kornski vilenjaci: Plava leteća stvorenja koja grizu.
- Vatreni rakovi: Rakovi nalik na kornjače koji izbacuju vatrene kugle iz stražnjeg dijela tijela.
- Puževi: Otrovni puževi koji vas love. Otrovni su i njihovi tragovi.
- Gnomovi: Gnomovi su dosadna i napasna stvorenja koja kradu grah sveokusnjak Betrieja Botta i smanjuju energiju kada se zabiju u Harryja. Žive u gnomskim rupama, a hrane se horklumpima.
- Horklumpi: Gljive koje ispuštaju oblake otrovnog zelenog plina.
- Vražićci: Slični su gnomovima, ali su veći, jači i agresivniji. Također žive u rupama.
- Paukovi: Mnogo su veći od običnih pauka i potrebno je više vremena da bi ih se pobijedilo.
- Bodljikave biljke: Bodljikavo grmlje koje izbacuje svoje bodlje ako mu se previše približite.
- Otrovna tentakula: Biljka s glavama koje vole gristi

## Predmeti
- Grah sveokusnjak Bertieja Botta: Raznobojan grah koji možete naći posvuda u Hogwartsu i okolici. Grah možete mijenjati za korisne predmete.

- Čarobnjačke karte: Ove karte nose likove poznatih vještica i čarobnjaka. Dolaze u brončanoj, srebrnoj i zlatnoj boji. Za svakih deset brončanih karata dobivate povećanje energije, a za svakih deset srebrnih karata otključavate jednu od četiri brave na vratima koja vas vode u izazov zlatnih karti. Ako skupite sve zlatne karte, završili ste kolekciju!

- Čokoladne žabe: Povećavaju Harryjevu energiju kada je ozlijeđen.

- Kotlići: Ako imate određene sastojke, možete koristiti kotliće kako bi spravili Wiggenweldov napitak.

- Sluzavi čekinjaš: Jedan od sastojaka Wiggenweldova napitka.

- Kora Wiggen-stabla: Jedan od sastojaka Wiggenweldova napitka.

- Nimbus 2001: Jedna od najbržih metli na svijetu. Možete je kupiti od Freda i Georgea.

- Metlobojski štitnik: Štiti vas tijekom igranja metloboja. Možete ga kupiti od Freda i Georgea.

## Radnja
Za cijelu radnju pogledajte Harry Potter i Odaja tajni.
Harry Potter nakon groznog ljeta vraća se u Hogwarts i započinje svoju drugu godinu školovanja kako bi postao pravi čarobnjak. Ali ipak nije sve mirno: učenike netko skamenjuje, a mogu se čuti i glasine da iza svega stoji Slytherinov baštinik. Sumnja pada na Harryja, ali kad je Ginny Weasley oteta i odvedena u Odaju tajni, Harry je taj koji je spašava.

## Vanjske poveznice
- Službena stranica